# Гавриловский (Кугарчинский район)
Гавриловский (баш. Гаврилов) — хутор в Кугарчинском районе Республики Башкортостан Российской Федерации. Входит в состав Исимовского сельсовета. 

## География

### Географическое положение
Расстояние до:
- районного центра (Мраково): 30 км,
- центра сельсовета (Исимово): 5 км,
- ближайшей ж/д станции (Мелеуз): 95 км.

## Население
| 2002 | 2009 | 2010 |
| ---- | ---- | ---- |
| 5    | →5   | ↘4   |

Национальный состав
Согласно переписи 2002 года, преобладающая национальность — русские (100 %).